# ミラクル・チャレンジ 憧れのトロフィー
『ミラクル・チャレンジ 憧れのトロフィー』（Miracle in Lane 2) は、2000年にアメリカで放送されたテレビ映画。

## キャスト
| キャラクター           | 俳優                         | 日本語吹替 |
| ---------------------- | ---------------------------- | ---------- |
| ジャスティン・ヨーガー | フランキー・ムニス           |            |
| マイロン・ヨーガー     | リック・ロソビッチ           |            |
| シェリア・ヨガー       | モリー・ヘイガン             |            |
| セス・ヨガー           | パトリック・リーバイス       |            |
| ヴィック・サウダー     | ロジャー・アーロン・ブラウン |            |
| ボビー・ウェイド       | タック・ワトキンス           |            |

## 日本語版制作スタッフ
| スタブアイコン | サブスタブ | この項目は、まだ閲覧者の調べものの参照としては役立たない、映画に関連した書きかけの項目です。この項目を加筆・訂正などしてくださる協力者を求めています（P:映画/PJ:映画）。 |